# Jagdgeschwader 108
Jagdgeschwader 108 (dobesedno slovensko: Lovski polk 108; kratica JG 108) je bil lovski letalski polk (Geschwader) v sestavi nemške Luftwaffe med drugo svetovno vojno; to je bila šolska enota za učenje novih pilotov.

## Organizacija
- štab
- I. skupina
- II. skupina

## Vodstvo polka
Poveljniki polka (Geschwaderkommodore)
- Major Georg Michalek: 1943